# Леоново (Угранский район)
Леоново — деревня в Угранском районе Смоленской области России. Входит в состав Подсосонского сельского поселения. 
Население — 11 жителей (2007 год). 
Расположена в юго-восточной части области в 28 км к юго-востоку от Угры, в 16 км южнее автодороги Р132 Вязьма — Калуга — Тула — Рязань, на берегу реки Пополта. В 27 км западнее от деревни находится железнодорожная станция Вертехово на линии Торжок-Брянск. 

## История
В годы Великой Отечественной войны деревня была оккупирована гитлеровскими войсками в октябре 1941 года, освобождена в марте 1943 года.